# Fundación Educación y Cultura
La Fundación para la Educación y la Cultura Valentín Letelier es una institución creada para la administración económica de la Universidad Andrés Bello (y a través de ella al Instituto Profesional AIEP), Escuela Moderna de Música y Danza, Universidad Viña del Mar y Universidad de Las Américas, desde que Laureate International Universities se retirara como controlador económico de estas instituciones educacionales en septiembre de 2020. Tiene como declaración de actividades económicas Servicios de Institutos de Estudios, Fundaciones, Corporaciones de Desarrollo (tanto en educación como en Salud)
Está constituida por Jorge Selume (Presidente), su esposa Marta Aguirre Gotelli (Secretaria) y Juan Antonio Guzmán (Tesorero), ligados desde un comienzo al directorio tanto de la Universidad Andrés Bello y de Laureate Education Inc.

## Historia
Laureate Education Inc. asumió el control económico de la Universidad de Las Américas en 2000, de la Universidad Andrés Bello en 2004 y de la Universidad Viña del Mar en 2009. Tras la movilización estudiantil en Chile de 2011, la Comisión Investigadora sobre el Funcionamiento de la Educación Superior de la Cámara de Diputados de Chile anunció en junio de 2012 que las tres universidades pertenecientes a Laureate International Universities presentaban irregularidades en su administración, tales como no cumplir con el espíritu de la legislación que establece que las universidades deben ser fundaciones o corporaciones sin fines de lucro, el pago de sueldos elevados a los miembros del directorio o ejecutivos, la externalización de servicios relevantes, el uso de empresas inmobiliarias como «sociedades espejo» y la incorporación de familiares dentro del directorio. La institución además cae en el marco de «compra y venta de universidades bajo el control de grupos económicos y extranjeros». Sin embargo, al mes siguiente, la Cámara de Diputados rechazó, en estrecha votación, el informe sobre lucro en la educación. Herman Chadwick Piñera, abogado y presidente del directorio de la Universidad de Las Américas, reconoció el lucro de la casa de estudios, diciendo que esta siempre ha funcionado así.
Esto, sumado a la baja valorización de sus operaciones en Chile como consecuencia de regulaciones para el sector como la Reforma Universitaria del gobierno de Michelle Bachelet, las incertidumbres existentes en esta materia y el eventual proceso constituyente originado tras el plebiscito nacional de Chile de 2020, hizo que Laureate se desprendiera de las instituciones entendiéndolo como «una serie de movimientos estratégicos», replicando la idea en Australia, Costa Rica y España, traspasándola a una fundación creada para estos fines por un monto de 215 millones de dólares.